# Code de la famille (Empire ottoman)
Le Code de la famille de l'Empire ottoman n'est promulgué qu'en 1917, longtemps après le Medjellé (Code civil) et alors que l'Empire vit ses derniers jours. Par conséquent, il ne fut guère appliqué : la République turque appliqua ses propres règles inspirées d'Europe.

## Dispositions
Ce Code prévoyait notamment la suppression des juridictions ecclésiastiques et énonçait le besoin de codifier les règles concernant la famille en accord avec les us et coutumes des différentes communautés, notamment religieuses.  

## Au Liban
Le Gouverneur du Grand-Liban abrogea ce Code le 17 décembre 1921 . Cependant, à partir de 1942 il fut de nouveau appliqué aux Libanais musulmans,.